# مرصد جبل ليمون
مرصد جبل ليمون هو مرصد فلكي يقع في جبل ليمون في جبال سانتا كاتالينا على بعد 28 كم شمال شرق توسان، أريزونا.